# Goniadella galaica
Goniadella galaica är en ringmaskart som först beskrevs av Rioja 1923.  Goniadella galaica ingår i släktet Goniadella och familjen Goniadidae. Inga underarter finns listade i Catalogue of Life.